# Михалів-Колонія
Михалів-Колонія (пол. Michalów-Kolonia; укр. Михайлів-Колонія) — село в Польщі, у гміні Рахані Томашівського повіту Люблінського воєводства.
Населення — 952 особи (2011).
Розташоване на Закерзонні (в історичному Надсянні).
У 1975-1998 роках село належало до Замойського воєводства.

## Демографія
Демографічна структура станом на 31 березня 2011 року:
|          | Загалом | Допрацездатний вік | Працездатний вік | Постпрацездатний вік |
| -------- | ------- | ------------------ | ---------------- | -------------------- |
| Чоловіки | 478     | 88                 | 353              | 37                   |
| Жінки    | 474     | 70                 | 308              | 96                   |
| Разом    | 952     | 158                | 661              | 133                  |